# Джанелидзе, Михаил
Михаил Джанелидзе (груз. მიხეილ ჯანელიძე; род. 29 марта 1981, Кутаиси) — грузинский предприниматель и государственный деятель. Министр иностранных дел (2015—2018) и вице-премьер-министр Грузии (2017—2018).

## Образование
В 2002 году Михаил Джанелидзе окончил факультет международных отношений и международного права Тбилисского государственного университета по специальности «эксперт международных отношений», в 2006 году — аспирантуру Дипломатической академии МИД России в Москве на факультете международного права. В 2010 году окончил магистратуру по администрированию международного бизнеса Кавказской школы бизнеса в Тбилиси и магистратуру по бизнес-администрированию Высшей школы бизнеса Гренобля.

## Карьера
30 декабря 2015 года Парламент Грузии одобрил кандидатуру Михаила Джанелидзе на пост министра иностранных дел в новом кабинете, который возглавил Георгий Квирикашвили. В июле 2017 года Джанелидзе был назначен на должность вице-премьера Грузии.
В июне 2018 года глава правительства Квирикашвили подал в отставку; вместе с ним освободили свои посты министры, в том числе и Михаил Джанелидзе. Экс-глава грузинского МИД продолжил свою деятельность в неправительственном секторе — в центре по работе по направлениям европейского управления и экономической политики.

## Личная жизнь
Михаил Джанелидзе женат; у пары есть дочь.
Помимо родного грузинского Джанелидзе владеет также русским, английским и немецким языками.